# Michel Gazil de La Bernardière
 (octobre 2022).
Si vous disposez d'ouvrages ou d'articles de référence ou si vous connaissez des sites web de qualité traitant du thème abordé ici, merci de compléter l'article en donnant les références utiles à sa vérifiabilité et en les liant à la section « Notes et références ».
Michel Gazil de La Bernardière, né vers 1624 à Tours et mort le 14 janvier 1679 à Paris, est un prêtre et missionnaire catholique français.

## Biographie
Fils d'un conseiller au présidial de Tours, Michel Gazil obtient son titre de docteur en Sorbonne. Ordonné prêtre en 1655, il est nommé archidiacre du diocèse d'Évreux. Il est membre de la Compagnie du Saint-Sacrement.
L'un des premiers à se dévouer aux missions d'Extrême-Orient afin d'y former un clergé indigène, il est l'un des signataires de la supplique adressée le 1er juillet 1658 à la Congrégation pour la Propagation de la foi pour l'érection du Séminaire des Missions étrangères de Paris. Il soutient François Pallu afin de recruter les premiers missionnaires, négocie avec Bernard de Sainte-Thérèse, évêque de Babylone, l'acquisition de la maison de la rue du Bac et obtient de Louis XIV les lettres patentes en juillet 1663. Entré en possession du séminaire le 27 octobre 1663, il en devient le directeur et supérieur jusqu'au 11 juin 1664, probablement à la suite des recommandations de Marie-Madeleine de Vignerot de Pontcourlay.
Le 9 septembre 1667, il est élu supérieur général des Missions étrangères de Paris en remplacement du père Vincent de Meur.
En 1676, il reçoit de Henri Cauchon de Maupas, évêque d'Evreux, le prieuré de Saint-Leu.
Après avoir été enterré au cimetière du séminaire, son corps est transféré dans la crypte de la chapelle de l'Épiphanie, rue du Bac, à Paris, devant l'autel Saint-François-Xavier.